# 艾納區
12°37′06″S 73°48′28″W / 12.6183°S 73.8078°W
艾納區（西班牙語：Distrito de Ayna），是秘魯的一個區，位於該國中南部阿亞庫喬大區的拉馬爾省，始建於1945年1月17日，面積265.7平方公里，海拔高度610米，2005年人口8,457，人口密度每平方公里32人。